# Chahreddine Hachemi
Pour les articles homonymes, voir Hachemi.
Chahreddine Hachemi, né le 9 février 1995, est un joueur algérien de handball évoluant au poste de gardien de but.

## Carrière

### En club
Chahreddine Hachemi joue à la MSP Batna jusqu'en 2022 où il rejoint le club kosovar de Trepca Mitrovice. Il y remporte la Coupe du Kosovo en 2023.  Il joue la saison 2023-2024 en Arabie saoudite au Al-Qarah FC. En 2024, il retourne en Algérie, devenant un joueur du  CRB Mila.[réf. nécessaire]

### En sélection
En 2015, il joue dans l'équipe d'Algérie junior,.
Chahreddine Hachemi est sélectionné pour disputer le Championnat d'Afrique 2022, le Championnat du monde 2023, les Jeux panarabes de 2023 à Oran et le Championnat d'Afrique 2024.

## Palmarès

### En clubs
- Vainqueur de la Coupe du Kosovo : 2023

### Enéquipe d'Algérie
Championnats d'Afrique
- 5e place au Championnat d'Afrique  2022 ( Égypte)
- Médaille d'argent au Championnat d'Afrique  2024 ( Égypte)